# Gare de Kerhuon
Gare de Kerhuon vasútállomás Franciaországban, Le Relecq-Kerhuon településen.

## Vasútvonalak
Az állomást az alábbi vasútvonalak érintik:
- Párizs–Brest-vasútvonal

## Kapcsolódó állomások
A vasútállomáshoz az alábbi állomások vannak a legközelebb:
- Gare de Brest (Gare de Brest, Párizs–Brest-vasútvonal)
- Gare de La Forest (Paris Gare Montparnasse, Párizs–Brest-vasútvonal)